# Utricularia hirta
Utricularia hirta — вид рослин із родини пухирникових (Lentibulariaceae).

## Біоморфологічна характеристика
Це ймовірно багаторічна рослина, наземна. Ризоїди капілярні; столони капілярні, слабо розгалужені. Пастки на ризоїдах, столонах і листках, яйцеподібні, ≈ 0.2 мм, на довгих ніжках. Листки зі столонів нечисленні, голі, вузько зворотно-яйцюваті, 8–15 × 0.3–0.5 мм, плівчасті, основа згасає до довгої ніжки, край цілісний, верхівка закруглена. Суцвіття прямовисні, 5–15 см, 1–6-квіткові, ± густо вкриті багатоклітинними волосками. Частки чашечки нерівні, 1.5–2 мм, з густими волосками; віночок фіолетовий або білий, 4–8 мм. Коробочка косо яйцеподібна, 1.5–2 мм. Насіння яйцеподібне, ≈ 0.2 мм.

## Поширення
Зростає на півдні й південному сході Азії (Бангладеш, Камбоджа, Китай (Гуансі), Індія, Лаос, Малайзія, Шрі-Ланка, Таїланд, В’єтнам).
Населяє вологі відкриті трав'янисті місця, болота та листяні ліси; на висотах від 0 до 100 метрів.

## Використання
Вид культивується невеликою кількістю ентузіастів роду. Торгівля незначна.